# Лунное сияние (фильм)
«Лунное сияние» (англ. Moonlighting) — художественный фильм 1982 года, драма, снятая режиссёром Ежи Сколимовским. Главные роли в этом фильме исполнили Иржи Станислав, Юджин Липински, Джереми Айронс, Эугениуш Хацкевич, Дороти Зенцовска и Дэвид Колдер.
Премьера фильма состоялась 15 января 1993 года в США. Просматривать этот фильм можно детям от 13 лет, но вместе с родителями.

## Сюжет
Польский подрядчик Новак везёт группу рабочих в Лондон. Так правительственные чиновники, размещающиеся там, получают дешёвую работу. Новак должен управлять проектом и контролировать работников, сталкивающихся с искушениями Запада и переживающих одиночество и оторванность от семей. Из всей группы только Новак говорит по-английски, и он использует это для управления. Когда из-за беспорядков в Польше было введено военное положение, Новак оказался в более трудной ситуации, чем рассчитывал.

## В ролях
- Иржи Станислав
- Юджин Липински
- Джереми Айронс
- Дэвид Колдер
- Юджениуш Хацкевич
- Дороти Зенцовска
- Эдвард Артур
- Денис Холмс
- Рину Сетна
- Джуди Гридли

## Съёмочная группа
- Авторы сценария: Ежи Сколимовский, Бэрри Винс, Данута Витольд Сток и Болеслав Сулик
- Режиссёр: Ежи Сколимовский
- Продюсеры: Марк Шивас и Ежи Сколимовский
- Оператор: Тони Пирс-Робертс
- Композитор: Стэнли Майерс и Ханс Циммер
- Художник: Тони Вуллард
- Монтаж: Бэрри Винс
- Костюмы: Джейн Робинсон